# Bombarda (strumento musicale)
La bombarda è uno strumento musicale a fiato ad ancia doppia, della famiglia degli oboi. Si diffonde in Europa a partire dal Medioevo.

## Storia della bombarda
La Bombarda ebbe notevole diffusione in Europa già a partire dal Medioevo divenendo uno degli strumenti ad ancia doppia più rilevanti nella cultura dell'epoca. Molto utilizzata e diffusa anche durante il Rinascimento, in seguito, grazie a varie modifiche, divenne l'oboe. Permane come strumento tipico nella cultura e nella musica popolare di diversi paesi dell'area europea.
Nel medioevo, le bombarde venivano utilizzate nell'ensemble detto alta cappella. Tra la fine del XIV secolo e la metà del XV secolo, l'alta cappella era composta prevalentemente da tre strumenti: ciaramella, bombarda (contralto) e tromba da tirarsi. L'alta cappella, spesso accompagnata da percussioni, animava processioni e balli di corte, e talora era impiegata nelle cerimonie religiose, prendendo posto nelle balconate più alte delle cattedrali. 

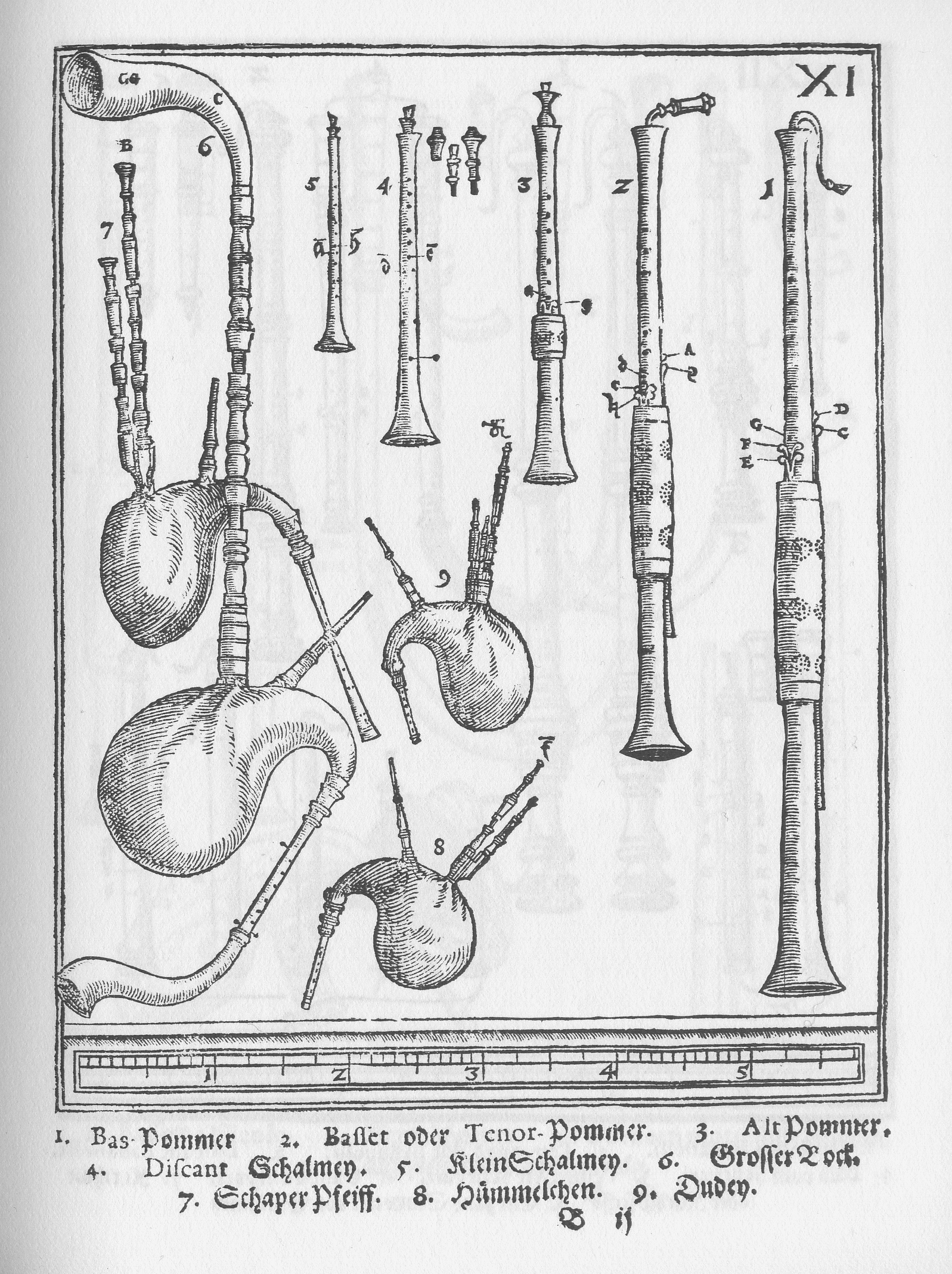
Michael Praetorius, Syntagma Musicum, Tavola XI

La bombarda medievale era generalmente intonata una quinta sotto la ciaramella e per questo era dotata di una chiave, parzialmente celata dalla presenza di una fontanella, con la quale era possibile chiudere l'ultimo foro.
Oggi la bombarda nella musica colta viene utilizzata quasi esclusivamente per ricostruzioni storiche filologiche di musiche medievali e rinascimentali, oltre che essere usata a livello folkloristico in diverse culture, compresa quella italiana.

## Costruzione
Nel corso del Rinascimento la famiglia delle bombarde arrivò a includere fino a sette taglie. Le lunghezze e le estensioni degli strumenti delle diverse taglie si ricavano dalle tavole del Syntagma Musicum di Michael Praetorius (1619) : 
- Exilent garklein (sopranino): 42 cm, [La3–Si4]
- Schalmey (it. ciaramella), soprano: 64 cm [Re3–La4]
- Klein Alt Pommer, contralto: 75 cm [Sol2–Re4]
- Nicolo, tenore con ancia incapsulata: 125 cm [Do2–Sol3]
- Basset o Tenor Pommer, tenore: 133 cm [Sol1–Sol3]
- Bass Pommer, basso: 187 cm [Do1-Si2]
- Gross Bass Pommer, gran basso: 294 cm [Fa0–Mi2]

## Registro d'organo
Nell'organaria francese, a partire dalla fine del XVI secolo, il termine Bombarde designa un registro ad ancia, generalmente di 16'.